# Acalolepta flavomarmorata
Acalolepta flavomarmorata là một loài bọ cánh cứng trong họ Cerambycidae.